# Herrand III. z Trauttmansdorffu
Herrand III. z Trauttmansdorffu (německy Herrand III. von Trauttmannsdorff, † 1467) byl rakouský šlechtic ze starého rytířského rodu Trauttmansdorffů z východního Štýrska usazeného Rakousku a českých zemích. Byl pánem na Trautmannsdorfu poblíž města Merano. 

## Život

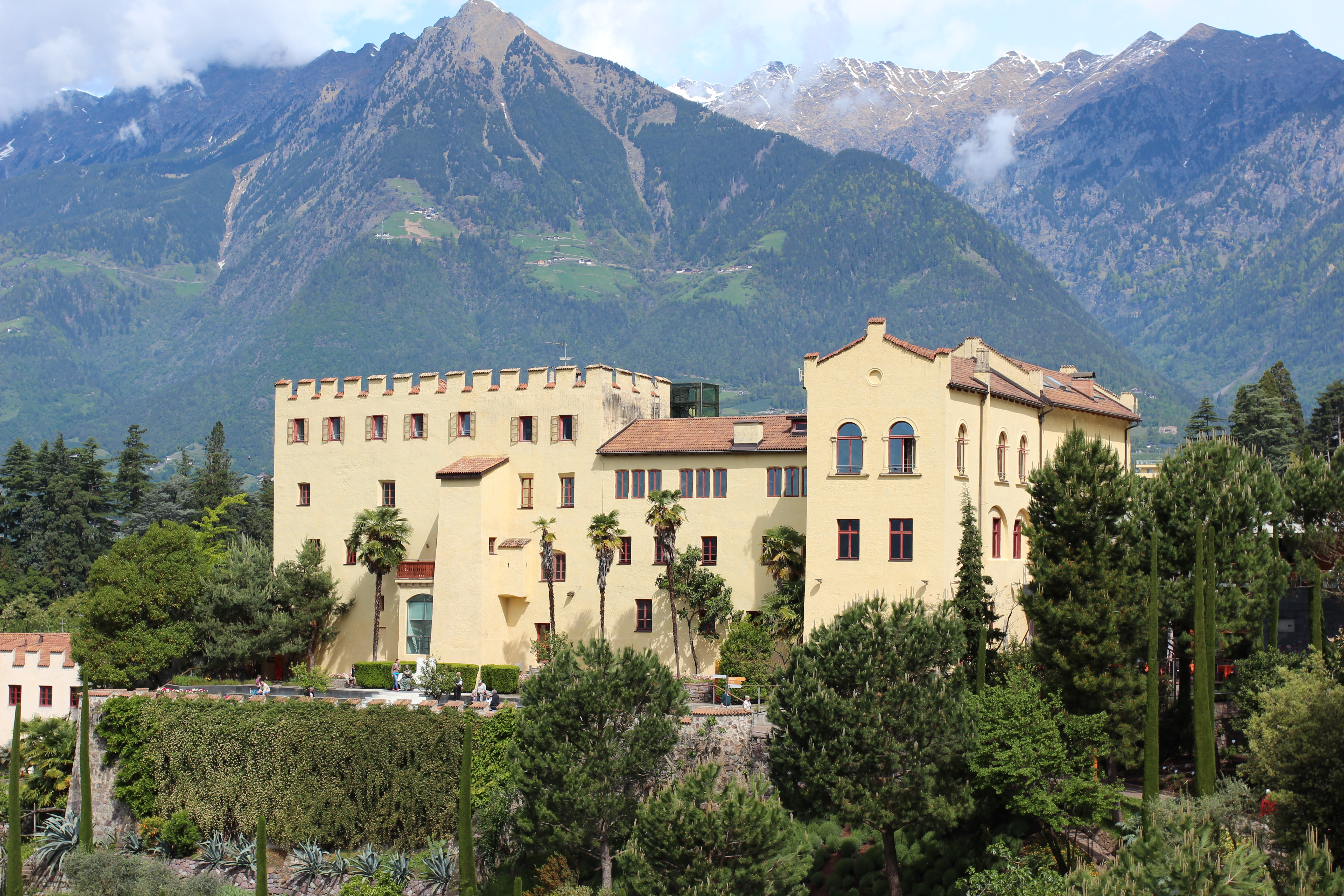
Trautmannsdorfský zámek poblíž města Merano

Narodil se jako syn Oldřicha I. z Trauttmansdorffu († po roce 1460) a jeho manželky Kateřiny Altenburské a byl vnukem Mikuláše I. z Trauttmansdorffu a Kateřiny z Reischpergu. 
Měl bratra Kryštofa z Trauttmansdorffu († 1480), biskupa sekavského (1477–1480), a Oldřicha II., převora z Pölau.
Herrand III. z Trauttmansdorffu zemřel v roce 1467
Od roku 1639 je rodové příjmení "Trautmannsdorf-Weinsberg" podle panství Weinsberg ve Württembersku.

### Manželství a potomstvo
Herrand III. z Trauttmansdorffu byl dvakrát ženat. V prvním manželství byl ženatý s Kateřinou z Kirchbergu, s níž měl pět dětí:  
- Jan I. z Trauttmansdorffu (1437-1493), ženatý s Dorotheou z Reispergu, dědeček místodržitele Českého království Jana Bedřicha z Trauttmansdorffu
- Maxmiliana z Trauttmansdorffu, provdaná za Jiřího z Mallensteinu
- Vilém I. z Trauttmansdorffu († po 1478), ženatý s Kateřinou z Windisch-Grätze
- Leopold z Trauttmansdorffu († 1510), ca. 1497 v Tyrolsku, ženatý s Anežkou z Malusko
- Oldřich z Trauttmansdorffu, převor z Pölnu

Druhé manželství s Anežkou Holzerovou zůstalo bezdětné.

Mezi potomky Herranda III. z Trauttmansdorffu byli pravnuk Jan Bedřich z Trauttmansdorffu (1542 – 14. dubna 1614), od 12. března 1598 svobodný pán v Rakousku, zastával vysoké funkce v Českém království. Prapravnuk František Norbert z Trauttmansdorffu zastával vysoké funkce u císařského dvora. Prapravnuk Jan Maxmilián z Trauttmansdorffu (23. května 1584, Štýrský Hradec – 7. června 1650, Vídeň) byl dne 12. března 1623 povýšen do říšského hraběcího stavu, 25. listopadu 1625 se stal hrabětem v Čechách a rytířem Řádu zlatého rouna. Jeho prapravnuk František Ferdinand z Trauttmansdorffu (12. ledna 1749, Vídeň – 27. srpna 1827 tamtéž) se stal 10. dubna 1805 říšským knížetem a rytířem Řádu zlatého rouna.